# Teenage Whore
Teenage Whore – pierwszy singel z płyty Pretty on the Inside grungeowego zespołu Hole. Ta piosenka nie jest tak popularna jak jej poprzedniczki ale pokazuje trochę bardziej drapieżną stronę Hole.

## Lista utworów
Wszystkie piosenki są autorstwa zespołu Hole
1. "Teenage Whore" - 2:59
2. "Drown Soda" - 5:42
3. "Burn Black" - 4:56